# Projekt 58181 Centaur
Projekt 58181 Centaur je třída víceúčelových útočných člunů ukrajinského námořnictva. Ve službě budou spolupracovat s dělovými čluny projektu 58155 Gjurza-M. Jsou to první Ukrajinou vyvinuté a postavené válečné lodě.

## Stavba
Vývoj útočných a výsadkových člunů této třídy byl dokončen roku 2015. Kýl prvních dvou jednotek byl založen 28. prosince 2016 v loděnici PJSC Leninskaja Kuznica (od roku 2017 PJSC Kuznica na Rybaľskom) v Kyjevě. Prototypové plavidlo bylo na vodu spuštěno 14. září 2018.
Jednotky třídy Centaur:
| Jméno            | Založení kýlu | Spuštěna na vodu | Uvedena do služby | Poznámka |
| ---------------- | ------------- | ---------------- | ----------------- | --- |
| BDŠK-1 Malyn     | 2016          | 14. září 2018    |                   | Ministerstvo obrany Ruska oznámilo 9. května zničení až 3 člunů této třídy, při pokusu o výsadek na Hadí ostrov. Ukrajina připustila ztrátu Stanislavi. |
| BDŠK-2 Stanislav | 2016          | 14. září 2018    |                   | Ministerstvo obrany Ruska oznámilo 9. května zničení až 3 člunů této třídy, při pokusu o výsadek na Hadí ostrov. Ukrajina připustila ztrátu Stanislavi. |

## Konstrukce

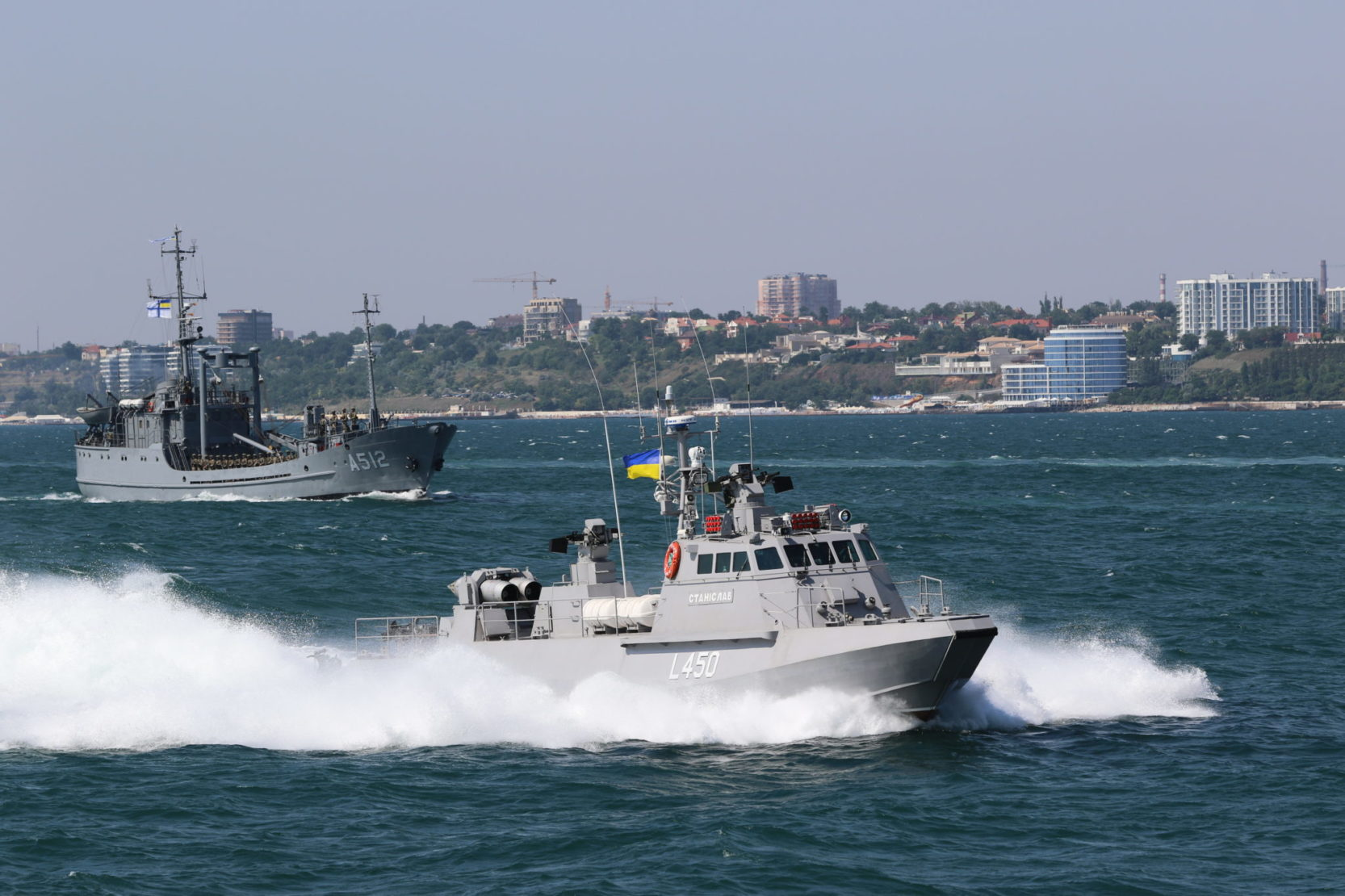
Člun projektu 58181

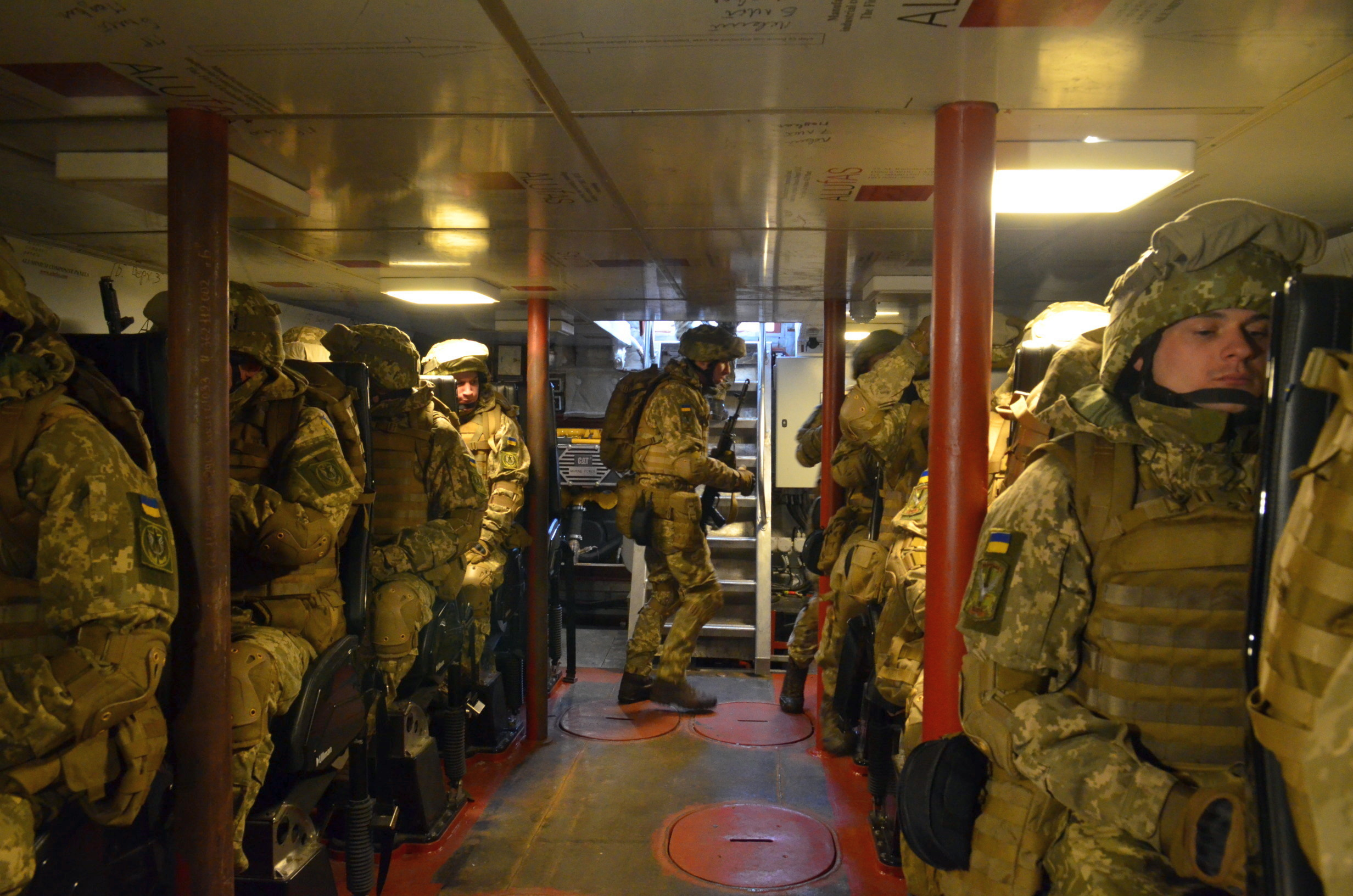
Interiér člunu

Čluny kromě 5 členů posádky unesou výsadek až 32 vojáků. Nástavba je pancéřována. Jsou vybaveny radarem Furuno DRS4D-NXT. Nesou dvě zbraňové stanice, každou s jedním 12,7mm kulometem a jedním 40mm granátometem. Dále nesou 80mm neřízené střely S-8. Pohonný systém tvoří dva diesely a vodní trysky. Nejvyšší rychlost dosáhne 35 uzlů. Dosah je 500 námořních mil při rychlosti 11 uzlů.